# ارتداد أرضي

دائرة تبين الارتداد الأرضي

في الهندسة الإلكترونية، يشير مصطلح الارتداد الأرضي إلى ظاهرة ترتبط بتبديل الترانزستور التي يمكن أن يظهر فيها جهد البوابة أقل من القدرة الأرضية، الأمر الذي يسبب عدم استقرار في تشغيل البوابة المنطقية.

## الوصف
وعادة ما يُلاحظ الارتداد الأرضي في دارة التكامل الفائق عالية الكثافة التي لم يتم فيها اتخاذ احتياطات كافية لتزويد البوابة المنطقية بتوصيل مقاومة منخفض بشكل كافٍ (أو سعة عالية بشكل كافٍ) بالأرض. وفي ظل هذه الظاهرة، وعند تشغيل البوابة، يتدفق تيار كافٍ عبر دائرة المشع-المجمع حيث يتم رفع السيلكون في المنطقة المجاورة للمشع، أحيانًا بواسطة عدة فولتات، الأمر الذي يؤدي إلى رفع التأريض المحلي، بحسب تصور الترانزستور، إلى قيمة تزيد على قيمة التأريض الحقيقية بدرجة كبيرة. واستنادًا إلى هذا التأريض المحلي، يمكن أن يصبح جهد القاعدة سالبًا، الأمر الذي يؤدي إلى إيقاف تشغيل الترانزيستور. ومع تبدد الشحنة المحلية الزائدة، يتم تشغيل الترانزيستور مرة أخرى، الأمر الذي من المحتمل أن يسبب تكرار هذه الظاهرة، وأحيانًا تتكرر ما يصل إلى 6 ارتدادات.
يُعتبر الارتداد الأرضي أحد الأسباب الرئيسية لـ«التعليق» أو البوابات شبه المستقرة في تصميم الدوائر الرقمية المعاصرة. وهذا يحدث لأن الارتداد الأرضي يضع مدخلات قلاب بشكل فعال في مستوى الجهد الذي لا يكون واحدًا أو صفرًا في وقت الساعة أو يسبب آثارًا غير مرغوب فيها في الساعة ذاتها. وقد تُلاحظ ظاهرة مماثلة على جانب المجمع، تُدعى  VCC sag، حيث يتم تقليص Vcc بشكل غير طبيعي.